# Jürgen Schüttler
Jürgen Schüttler (* 19. Dezember 1953 in Bonn) ist ein deutscher Anästhesist und ehemaliger Dekan der Medizinischen Fakultät der Friedrich-Alexander-Universität Erlangen-Nürnberg.

## Leben und Wirken
Nach dem Besuch von Volksschule und des Kardinal-Frings-Gymnasiums in Bonn absolvierte Schüttler 1973 das Abitur. Von 1971 bis 1973 beteiligte er sich erfolgreich am Wettbewerb Jugend forscht und erreichte mehrere Landessiegerpreise. 1974 begann er das Studium der Medizin an der Rheinischen Friedrich-Wilhelms Universität Bonn (RFWU Bonn). Nach der Approbation als Arzt 1980. Tätigkeit als Assistenzarzt bei Horst Stoeckel an der Universität Bonn ab 1981 und Promotion zum Dr. med. 1982 mit der Arbeit Klinische Pharmakokinetik von Fentanyl unter besonderer Berücksichtigung eines respiratorischen Rebound-Phänomens arbeitete er als Wissenschaftler an der Universität Bonn sowie von 1982 bis 1983 als Postdoctoral Fellow am Department of Anesthesia der Stanford University School of Medicine in Palo Alto (USA) bei Stanski und White. Die Facharztanerkennung für Anästhesiologie erlangte er 1985 und wurde Oberarzt am Institut für Anästhesiologie der RFWU Bonn. Im Jahr 1986 habilitierte sich Schüttler in Bonn für das Fach Anästhesiologie mit der Arbeit Pharmakokinetische und -dynamische Modellbildung für die intravenösen Anästhetika Ketamin, Etomidat und Propofol und erhielt die Lehrberechtigung für das Lehrgebiet Anästhesiologie. Ab 1990 war er Leitender Oberarzt an der Klinik für Anästhesiologie und spezielle Intensivmedizin der Universität Bonn. 1991 wurde er zum außerplanmäßigen Professor ernannt. Von 1995 bis 2022 war Jürgen Schüttler Direktor der Klinik für Anästhesiologie am Universitätsklinikum Erlangen und Ordinarius für Anästhesiologie. Von 2008 bis 2019 war er Dekan der Medizinischen Fakultät der Universität Erlangen-Nürnberg. Seit 2022 ist Schüttler Seniorprofessor für Anästhesiologie an der Universität Erlangen-Nürnberg und für den Aufbau des Medizincampus Oberfranken in Bayreuth zuständig.
Schüttler war von 2001 bis 2008 Schriftführer der Deutschen Gesellschaft für Anästhesiologie und Intensivmedizin (DGAI) sowie von 2008 bis 2011 deren Präsident bzw. Vizepräsident und leitete 2010 den Deutschen Anästhesie-Kongress in Nürnberg. Von 2016 bis 2022 war Schüttler Präsidiumsmitglied des Medizinischen Fakultätentages der Bundesrepublik Deutschland e.V. und hatte im Vorstand die Funktion als Schatzmeister inne.

## Mitgliedschaften
- Deutsche Gesellschaft für Anästhesiologie und Intensivmedizin
- American Society of Anesthesiologists
- Sertürner-Gesellschaft für Schmerzforschung
- European Academy of Anaesthesiology
- German Resuscitation Council
- European Society of Anesthesiologists
- Deutsche Gesellschaft zum Studium des Schmerzes
- Chinesischen Gesellschaft für Anästhesie (Ehrenmitglied)

## Ehrungen
Sein Engagement um die Europäische Anästhesie wurde 2004 durch die Ehrendoktorwürde der rumänischen Universität Cluj-Napoca (Klausenburg) gewürdigt. Er erhielt für seine Leistungen als Arzt, Hochschullehrer und Wissenschaftler zahlreiche Preise und Auszeichnungen:
- 1983 Karl-Thomas-Preis
- 1984 Sertürner-Preis
- 1987 Zentraleuropäischer Anästhesie-Preis
- 1988 Paul-Martini-Preis
- 1989 Free-Paper-Forum-Preis (Zentraleuropäischer Anästhesiekongress)
- 1991 Carl-Ludwig-Schleich-Preis
- 2001 Preis für gute Lehre 2001 des Bayerischen Staatsministeriums für Wissenschaft, Forschung und Kunst
- 2004 Deutsche-Gesellschaft-für-Anästhesiologie-und-Intensivmedizin Ehrennadel in Gold
- 2004 Ehrendoktorwürde der Medizinischen und Pharmazeutischen Universität in Cluj‐Napoca
- 2009 World SIVA Achievement Award for seminal contributions to the development of intravenous anaesthesia (World Society of Intravenous Anaesthesia)
- 2013 Wahl in die Leopoldina[2]
- 2016 Deutsche-Gesellschaft-für-Anästhesiologie-und-Intensivmedizin Ehrenmitglied
- 2021 Orden „Stern von Italien“ (Ordine della Stella d’Italia) Offiziersstufe (Ufficiale). Die italienische Republik würdigt Schüttler damit für sein beherztes Engagement für die deutsch-italienische Zusammenarbeit im Gesundheitswesen bei der Rettung von schwerstkranken Corona-Patienten zu Beginn der Pandemie im Frühjahr 2020.
- 2022 Deutsche-Gesellschaft-für-Anästhesiologie-und-Intensivmedizin Heinrich-Braun-Medaille

## Veröffentlichungen (Auswahl)
- Klinische Pharmakokinetik von Fentanyl unter besonderer Berücksichtigung eines respiratorischen Rebound-Phänomens. Dissertation, Rheinische Friedrich-Wilhelms-Universität Bonn 1982
- Pharmakokinetik und -dynamik des intravenösen Anaesthetikums Propofol (Disoprivan): Grundlagen für eine optimierte Dosierung. Springer Verlag, 1990, ISBN 3-540-52463-0.
- Klinische Pharmakologie und rationale Arzneimitteltherapie: Symposium Bonn 1990. Thieme Verlag, 1992, ISBN 3-13-777901-4.
- mit Judith Neglein und Frank Bremer: Checkliste Anästhesie. Thieme Verlag, 1999, ISBN 3-13-116891-9.
- mit Elmar Biermann: Der Narkosezwischenfall. Thieme Verlag, 2003, ISBN 3-13-125181-6.
- mit Kai Taeger: Die Entwicklung der Fachzeitschriften. In: Jürgen Schüttler (Hrsg.): 50 Jahre Deutsche Gesellschaft für Anästhesiologie und Intensivmedizin: Tradition und Innovation. Springer-Verlag, Berlin/Heidelberg/New York 2003, ISBN 3-540-00057-7, S. 155.
- mit Wolfgang F. Dick: Notfallmedizin. In: Jürgen Schüttler (Hrsg.): 50 Jahre Deutsche Gesellschaft für Anästhesiologie und Intensivmedizin: Tradition und Innovation. Springer-Verlag, Berlin/Heidelberg/New York 2003, ISBN 3-540-00057-7, S. 272–285.
- mit W. Schwarz: Erinnerungen und Berichte aus der Pionierzeit der Anästhesie an deutschen Krankenhäusern. In: Jürgen Schüttler (Hrsg.): 50 Jahre Deutsche Gesellschaft für Anästhesiologie und Intensivmedizin: Tradition und Innovation. Springer-Verlag, Berlin/Heidelberg/New York 2003, ISBN 3-540-00057-7, S. 317–328.
- mit W. Schwarz und Helmut Schwilden: Friedrich-Alexander-Universität Erlangen-Nürnberg – Klinik für Anästhesiologie. In: Jürgen Schüttler (Hrsg.): 50 Jahre Deutsche Gesellschaft für Anästhesiologie und Intensivmedizin: Tradition und Innovation. Springer-Verlag, Berlin/Heidelberg/New York 2003, ISBN 3-540-00057-7, S. 380–389.
- als Hrsg. unter Mitwirkung von M. Goerig, H. Petermann, J. Schulte am Esch und W. Schwarz: 50 Jahre Deutsche Gesellschaft für Anästhesiologie und Intensivmedizin: Tradition und Innovation. Springer-Verlag, Berlin/Heidelberg/New York 2003, ISBN 3-540-00057-7.
- mit Helmut Schwilden (Hrsg.): Modern anesthetics. Springer Verlag, 2008, ISBN 978-3-540-72813-9.